# Montfaucon (Szwajcaria)
Montfaucon (hist. Falkenberg) − miejscowość i gmina w północno-zachodniej Szwajcarii, w kantonie Jura, w okręgu Franches-Montagnes. 1 stycznia 2009 do gminy przyłączono gminę Montfavergier.

## Demografia
W Montfaucon mieszka 551 osób. W 2020 roku 7,3% populacji gminy stanowiły osoby urodzone poza Szwajcarią. 

## Transport
Przez teren gminy przebiega droga główna nr 18. 